# Харітонов Євген Володимирович
Євге́н Володи́мирович Харіто́нов (рос. Евге́ний Влади́мирович Харито́нов, 11 червня 1941, Новосибірськ — 29 червня 1981, Москва) — російський поет, прозаїк, драматург та режисер пантоміми, який майже не публікувався за життя. Найбільшу популярність отримав як один із основоположників російської гей-літератури, який переконливо описав психологічний тип, що формується ситуацією юридичної та культурної заборони на прояв своїх почуттів. Лауреат премії Андрія Білого (1981, посмертно).

## Життєпис
Навчався у ВДІКу на акторському відділенні. Деякий час працював актором, а згодом вступив до аспірантури на факультет кінознавства. У 1972 році захистив кандидатську дисертацію по пантомімі. Того ж року поставив виставу «Зачарований острів» у Московському театрі міміки та жесту. Керував студією пантоміми «Школа нетрадиційної сценічної поведінки» в домі культури «Москворіччя». Харітонов був режисером музичної групи «Останній шанс», після одного з виступів якої познайомився з письменником Василем Аксьоновим. Викладав на кафедрі психології МДУ.
Навесні 1980 року у Москві було створено неофіційний письменницький Клуб Белетристів, до складу якого увійшли Філіпп Берман, Миколай Клімонтович, Євген Козловський, Володимир Кормер, Євген Попов, Дмитро Прігов та Євген Харітонов. Восени вони підготували альманах «Каталог», який через два роки було опубліковано видавництвом «Ardis» у США. В той день, коли вже готовий альманах збиралися передати Генріху Беллю, Філіппа Бермана заарештували. Згодом його змусили покинути СРСР. Євген Козловський був заарештований вже в 1982 році. Коли до Харітонова прийшли слідчі, в нього стався серцевий напад. Після цього він написав есей «Сльози на квітах».
За два дні до смерті Харітонов попросив передати віддруковане зібрання своїх творів «Під домашнім арештом» та особистого листа письменнику Василію Аксьонову, який емігрував до США за рік до цього. В цьому листі він просив Аксьонова показати збірку американському славісту, професору та головному редактору видавництва «Ardis» Карлу Профферу або письменнику Юзу Алешковському, з проханням посприяти репринтному виданню творів. Твори Харітонова передавав на Захід Володимир Висоцький, з яким він був добре знайомий.
Харітонов помер від інфаркту, 29 червня 1981 року, коли йшов Пушкінською вулицею до Ботанічного саду на зустріч з поеткою Тетяною Щербіною. Він збирався показати їй свою п'єсу «Дзинь», яку щойно встиг забрати в друкарки. Похований у Новосибірську.

## Літературна творчість та впливи
Майже не публікувався за життя, його переклади з німецької поезії, в тому числі Інґеборґ Бахман, надрукували тільки у журналі «Бронзова доба», що виходив у Австрії, а інші твори — в літературному випуску журналу «А-Я» (Париж) та в альманасі «Каталог» у видавництві «Ardis» (США). Частина текстів поширювалася у самвидаві, зокрема у журналах «Часы» (оповідання «Духовка», видане у 1979 році), «Обводный канал», «37», «Митин журнал» та «Грааль».
У 1980 році Харітонов написав антиутопію «Зрада-80», де певною мірою передбачив процеси та події, які сталися десять років потому. Публікації «Зради-80» у «Літературній газеті» посприяв Олег Дарк. У 1988 році журнал «Мистецтво кіно» (Искусство кино) надрукував його п'єсу «Дзинь» (1981), що була написана за мотивами казки В. Ф. Одоєвського «Місто у табакерці». Згодом першу виставу за цією п'єсою поставив Євген Марчеллі.
На початку 1990-х років було видано повне зібрання творів Харітонова у двох томах за редакцією Ярослава Могутіна («Сльози на квітах», 1993), перший том якого був згодом перевиданий з передмовою Глєба Морєва («Під домашнім арештом», 2005), а у другому були видані спогади про Харітонова Василя Аксьонова, Дмитра Прігова, Сергія Соловьева, Романа Виктюка, Єфима Шифрина та інших. Після цього були видані переклади німецькою (який зробила славіст Габриелє Лойпольд) та англійською мовою у видавництвах «Rowohlt Berlin» та «Serpent's Tail».
Харітонов написав частину сценарію фільму Рустама Хамдамова «Несподівані радощі» (рос. «Нечаянные радости», 1972—1974).
Серед літературних вподобань Харітонова називають Костянтина Вагінова, Андрія Єгунова, Леоніда Добичіна, Василя Розанова та Джеймса Джойса. До його літературного кола належали новосибірські поети Іван Овчинніков, Анатолій Маковський, Олександр Денисенко та письменниця Ніна Садур.

## Погляди на театр: пантоміма
Популярність пантоміми у СРСР зросла після гастролів французького міма Марселя Марсо та, пізніше, вистав Гедрюса Мацкявичюса. Свою дисертацію на тему «Пантоміма в навчанні кіноактера» Харітонов підготував під керівництвом Михайла Ромма на кафедрі режисури та акторської майстерності у ВДІК та захистив у 1972 році. В ній він критично поставився до пантоміми у виконанні Марселя Марсо через те, що «філософська», «поетична», або «алегорична», пантоміма стають мовою для передачі значень та є найнижчим ступенем аналітичного пізнання. Ідеї, які зображуються у таких пантомімах, можуть існувати лише в певному полі дискурсивності — системі філософських понять, а отже мистецтво втрачає свою безпосередню естетичну цінність та стає способом ілюстрування ідей, що не може бути названо артистичною діяльністю як такою. У пантомімі Марсо «Юність-зрілість-старість-смерть», в якій актор наприкінці вистави займає ту ж саму позу, що і на початку, можна впізнати ідею про плинність людського існування, але Харітонов наголошує на тому, що такі загальні ідеї можуть бути заперечені іншим зображенням цієї ж теми.
Харітонов розглядає два типи ігрового жесту: 1) жест-знак, як жестикуляція, метою якої є пояснення дійсності (Дені Дідро, Бертольд Брехт), та 2) жест-вчинок, який може бути і мовленнєвим актом, що провокується самою ситуацією на знімальному майданчику (Костянтин Станіславський). Жест-знак виконує комунікативну функцію, тоді як жест-вчинок відсилає до безпосередньості почуття. Для Харітонова ілюстрацією цього другого типу жесту стає театр Кабукі та Пекінська опера, де незвичайність поз, гриму та костюмів розглядається не як умовність у зображенні, але як умова самого почуття. З розрізненням двох типів жестів Харітонов пов'язує і розрізнення між літературністю та не-літературністю вистави, а також каже про неспростовність предметної мови дій та відповідей.
|  | Приміром, неможливо спростувати прохід персонажів Кабукі по ханаміті — дорозі квітів, — або те, як вмирає Уланова у «Бахчисарайському фонтані», оскільки тут нема чого спростовувати: персонажи неспростовно йдуть дорогою квітів, не намагаючись зобразити якусь ідею про сутність ходіння; героїня неспростовно сповзає на підлогу, намагаючись втриматися за колону, але вона не ілюструє своїми діями якусь ідею про сутність вмирання. Оригінальний текст (рос.) Опровергнуть, например, проход персонажей Кабуки по ханамити — дороге цветов, — или то, как умирает Уланова в «Бахчисарайском фонтане», нельзя, поскольку опровергать здесь нечего: персонажи неопровержимо идут по дороге цветов, не изображая этим некоей мысли о сущности хождения; героиня неопровержимо соскальзывает на пол, пытаясь удержаться за колонну, не изображая посредством своих действий некоей мысли о сущности умирания. |

Харітонов іронічно пропонує «спростувати» іншу пантоміму Марсо — «Лабіринт», де трагічний персонаж у циліндрі і з квіткою у петлиці, який втілює ідею «маленької людини», намагається пробитися через оточуючу його стіну, але коли знаходить вихід, виявляється, що за першою стіною постає друга. Він висловлює припущення, що кожну філософсько-поетичну інтерпретацію можна замінити іншою та викласти її в популярній пантомімічній формі — додати сцену, де «маленька людина» побачить крізь стіну «дорогу квітів», якою йдуть персонажі Кабукі, та де вмирає героїня «Бахчисарайського фонтану», але не зможе вийти туди, оскільки бажання виготовляти ілюстрації до філософсько-поетичних роздумів не є артистичним.
Розглядаючи елементи пантоміми у німому кіно, Харітонов зазначає, що вони є пластичними подіями, що об'єднуються у синтагматичні ланцюжки, тобто кадр є лексичною одиницею кінематографічної мови, тоді як синтаксис виникає за умови їх монтажного поєднання або руху камери. Жест-подія є афектованим рухом актора, таким чином його гра стає його безпосереднім існуванням в умовах мови мистецтва, а не використанням мови як системи знаків. Саме поезія тілесної практики дозволяє говорити про можливість співпереживання як розділення афективності глядачем. Парадигмою є розташування акторів на сцені відносно один до одного. Розглядаючи несимволічну мову дії та акторської гри, Харітонов звертає увагу на те, що для персонажів пластичної п'єси мовою як засобом комункації стають тілесні дії та реакції на дії інших. Таким чином мова чуттєвого, або предметного, рівня свідомості відсилає до простого руху матеріальних об'єктів відносно один до одного.
В цієї мови предметного світу є два моменти, що споріднюють її з будь-якою іншою мовою — прийняття повідомлення та відповідь на нього. Харітонов наводить приклад з оповідання Костянтина Носілова «Театр у вогулів», про яке розповів Льву Толстому А. П. Чехов. В цьому оповіданні описується пантоміма про мисливця, який полює на двох оленів — самку-оленя та її дитинча. За Харітоновим, якщо розглянути поведінку мисливця під кутом первинної несимволічної мови дій, де прийняти повідомлення означає відчути на собі чийсь вплив, а відповісти — продукувати дію, можна говорити про те, що прийняттям повідомлення є сприйняття оленів, а відповіддю — наступні дії мисливця, саме полювання. Таким чином, пантоміма завершується там, де завершується «відповідь» і полювальник схоляється над підстреленим оленем. На рівні первинної мови чуттєвих дій не розпочати спілкування, а отже — діяти, означає, що суб'єкт перебуває у несвідомому стані. Момент відчуття впливу залишається невидимим через те, що глядач може побачити лише дії, які є метафоричною відповіддю на цей вплив. Метафора дій мисливця формується у наближенні до об'єкту, тоді як метафора дій оленів полягає в спробі уникнути об'єкту. Такий жест-дія, на відміну від жесту-поняття, не є повідомленням якогось значення, але радше безпосереднім жестом почуття, що вимагає публічності. Говорячи про жест такого почуття, Харітонов наводить слова Томаса Манна: «Почуття за самою своєю природою не хоче бути втаємниченим».
Наприкінці дисертаційного дослідження Харітонов наводить приклади своїх пантомім: «Мавпа та змії», «Прощання з Каліостро», «Повітроплавці: туди і звідти», «Лівша», «Коханий на блюдечку», «Циклон та Циклоп», «Вибір», «Пальмова мелодрама».